# 阿部孝博
阿部 孝博（あべ たかひろ、1957年8月16日 - ）は、日本の経営者。株式会社ダイショー取締役社長・COO（最高執行責任者）。

## 略歴
1957年、福岡県福岡市生まれ。福岡県立福岡高等学校卒業。山口大学農学部を卒業。1981年10月、株式会社ダイショーに入社。1996年6月に同社取締役、2000年6月同社福岡工場長・購買部担当、2001年6月同社常務取締役、2010年5月同社専務、2013年6月に同社副社長を経て、2016年同社取締役社長・COOに就任。

## 業績・研究
- 消費者の声に対応する開発事業と、企業独自の商品開発事業のバランスを取る事に貢献。福岡と東京に生産・販売体制を構築。安定した商品開発に取り組んでいる[4]。